# Alkoholizem na delovnem mestu
Odvisnost od akohola lahko pomembno zmanjša posameznikovo produktivnost na delovnem mestu, kljub temu, da zloraba alkohola poteka izven delovnih ur in ni vezana le neposredno na pitje v času dela. Že manjše količine alkohola namreč močno povečajo možnost napak, napačne presoje in nagnjenost k nezgodam na delovnem mestu. Poleg tega pa dlje časa trajajoče, stalno in škodljivo uživanje alkohola vodi tudi v razne socialne, psihološke in zdravstvene težave (vključno z odvisnostjo), kar močno zmanjša delovno učinkovitost in prisotnost pri delu. Delavci z alkoholnimi težavami namreč kar 16-krat pogosteje izostajajo iz dela, 2,5-krat pogosteje zbolevajo in so 3,5-krat pogosteje udeleženi v nezgodah na delovnem mestu.  Tudi splošna delovna storilnost, zaradi težav povezanih z alkoholoh, se v splošnem zmanjša za približno 25%, kar ima negativen gospodarski vpliv za podjetje in vodi tudi v poslabšanje odnosov v delovni skupini in podjetju nasploh. 
Zato je pomembno dodatno proučevanje problematike, ki bi privedlo do boljšega poznavanja učinkovitosti posameznih  praks, razširjenih v delovnem okolju, ki so namenjene zasvojenosti z alkoholom in z njo povezanimi nastalimi težavam. Nenazadnje bi tovrstni izsledki pripomogli tudi k usmerjanju in vzdrževanju pozornosti delovnega okolja na problematiko pitja alkohola zaposlenih, kljub temu, da delovanje v tej smeri, ob prisotnosti delovno specifičnih ovir, ki otežujejo izvajanje intrevenc, ni najbolj enostavno. Vendar pa soočanje s problematiko pitja alkohola in posledicami, ki jih ta prinaša ne le za posameznika, ampak tudi za celotno delovno okolje v katerem je problem prisoten, dolgoročno pomeni zmanjšanje stroškov, bolj uspešno poslovanje, izboljšanje odnosov in posledično večjo učinkovitost in kakovost dela. 

## Kaj lahko povzroči alkoholizem na delovnem mestu?

### Stres
Na delovnem mestu je mogoče najti veliko dejavnikov tveganja, ki še dodatno pripomorejo k razvoju težav z alkoholom. Na podlagi raziskav lahko med dejavnike tveganja za pojav alkoholizma na delovnem mestu nedvomno uvrstimo nivo stresa, značilnega za posamezno delovno mesto. V splošnem se je namreč pokazala relativno majhna, a pomembna povezava, med nivojem stresa na delovnem mestu in povečanim uživanjem alkohola. Ugotovljeno je bilo, da sta nižje zadovoljstvo s službo in visoka raven stresa v povezavi z delovnimi zahtevami dejavnika tveganja za negativne spremembe v vzorcu pitja alkohola. Smiselna bi bila torej uporaba določenih preventivnih ukrepov, kot je zmanjšanje stresa in povečanje zadovoljstva na delovnem mestu, vendar pa še ni popolnoma jasno, kako te spremembe uveljaviti v dejanskem, delovnem okolju. Določeni zaposleni sicer res zmanjšajo uživanje alkohola, če se poveča njihovo zadovoljstvo s službo, vendar pa obstaja več različnih izvorov zadovoljstva z delovnim mestom, pri čemer se nekateri navezujejo neposredno na službo, drugi pa so nekoliko bolj zapleteni in izhajajo iz posameznikovih izkušenj, osebnostnih lastnosti in z delovnim mestom povezanimi  specifičnimi značilnostmi. Prav tako je neznana smer povezanosti med zaznanim stresom in nezadovoljstvom na delovnem mestu z uživanjem alkohola. Odvisnost lahko namreč pomembno pripomore k poročanju o nivoju stresa, saj se posamezniki, ki imajo trenutno težave z alkoholom posledično tudi težje spoprijemajo z delovnimi zahtevami in pritiski s strani nadrejenih, ki preostalim zaposlenim ne povzročajo posebnih preglavic. Potrebnih bo torej še več raziskav, za boljše poznavanje narave te povezanosti in odkrivanje tistih značilnosti posameznika, ki povečajo verjetnost, da se pri njemu pojavi s stresom pogojeno prekomerno uživanje alkohola. 

### Izgorelost
Podaljšana izpostavljenost stresu na delovnem mestu pa lahko vodi tudi v izgorelost, predvsem pri tistih poklicih, za katere je značilno delo z ljudmi v čustveno zahtevnih situacijah. Izgorelost temelji na posameznikovih čustvenih in spoznavnih odzivih na kronični stres, čigar vzroke lahko najdemo v preobremenjenosti z delom, pomanjkanju nadzora, nezadostnemu nagrajevanju, razpadu skupnosti, odstonosti poštenosti in nasprotujočimi si vrednotami značilnimi za delovno okolje.  Pojav izgorelosti je povezan tudi s poklici za katere je značilna visoka osebna vpletenost (angažiranost) in veliko trdega dela ter hkrati zelo visoka pričakovanja glede same izvedbe dela. Pogosto se pojavlja pri tistih posameznikih, čigar samopodoba je močno odvisna od uspeha na poklicnem področju in, ki so nemalokrat tudi močno čustveno navezani na svoje delo. Večino časa namreč namenijo delu, uveljavljanju in uspešnosti na tem področju, pri tem pa jim zmanjka časa za družinske in rekreativne dejavnosti. Pojavi se občutek izčrpanosti, zaradi velikega pritiska iz okolice in majhnega števila virov zadovoljstva.  Sindrom izgorelosti se kaže v občutkih brezupa, nemoči, uporabi sarkazma in cinizma, psihosomatskih reakcijah in posledično tudi škodljivi rabi alkohola in drugih psihoaktivnih snovi.

### Odtujenost
Stres je lahko le začasen, odtujenost na delovnem mestu, pa je mnogo bolj prodoren in težaven dejavnik tveganja. Odtujenost se navezuje na dojemanje lastne identitete in občutek nadzora ter pomembno vpliva na dobro počutje zaposlenega. Obstajajo močne povezave med občutji odtujenosti, ki jih ima posameznik in vzorci pitja na delovnem mestu. 
V delovnem okolju lahko pride tudi do sistematične, sovražne in neetične komunikacije s strani podrejenih, nadrejenih ali sodelavcev, ki je najpogosteje uperjena proti enemu posamezniku, ki se zaradi nadlegovanja nahaja v nemočen, nezaščitenem položaju,ki ga ponavljajoče teroriziranje s strani drugih zaposlenih le še ojačuje. Sistematično slabo ravnanje s podrejenimi, sodelavci ali nadrejenimi imenujemo mobing in ima, v kolikor se ponavlja ali poteka dlje časa, lahko resne socialne, psihične in telesne posledice za žrtev. Splošno, negativno ravnanje s strani nadrejenih ali sodelavcev ima pomemben vpliv na povečano pitje zaposlenega. Ponovno pa je potrebno upoštevati omejenost ugotovitev glede smeri povezanosti, saj povečano uživanje alkohola negativno vpliva na medosebne odnose in socialne spretnosti takega posameznika, kar lahko vodi v občutke odtujenosti na delovnem mestu in so le-ti torej posledica in ne vzrok zlorabe alkohola.

### Organizacijska kulture
Subkulture in kulture značilne za posamezno delovno mesto imajo lahko različen vpliv na spodbujanje ali zaviranje pitja alkohola in zlorabe drugih substanc. Za različna delovna okolja je značilen zelo širok razpon norm, povezanih s pitjem alkohola, kar se povezuje s kulturo in raznolikimi navadami pitja s strani zaposlenih, ki se kaže tudi v njihovi izbiri zaposlitve. 
Hoffman je s sodelavci namreč postavil zanimivo predpostavko, da službe, za katere je značilno povečno pitje alkohola s strani zaposlenih, privlačijo take posameznike (iskalce zapostlitve), ki so že sami po sebi nagnjeni k zlorabi alkohola, kar nakazujejo tudi raziskave o tem, da je za točaje in natakarje značilna visoko raven pitja alkohola, v primerjavi z drugimi zaposlenimi.  Norme glede pitja alkohola so različno vpeljane v delovno okolje. Organizacijska kultura spodbujanja in toleriranja pitja alkohola na delovnem mestu vodi v nepričakovano visoko prisotnost pitja in zlorabe drog na delovnem mestu.
Prav tako so določene značilnosti organizacije tisti dejavniki, ki spodbujajo pojav mobinga na delovnem mestu. Izrazito tekmovalno delovno okolje, avtoritarni slog vodenja in upravljanja, pomanjkanje jasnih pravil dela in obnašanja, nezadostno opredeljne vloge in pomanjkanje profesionalnosti so tako le nektare izmed ugotovljenih značilnosti organizacij, v katerih se mobing najpogosteje pojavlja.  Kot predhodno že omenjeno pa je tudi mobing na delovnem mestu potencialni dejavnik tveganja za povečano uživanje alkohola. Dejavniki tveganja torej v delovnem okolju niso prisotni neodvisno eden od drugega, temveč se med seboj prepletajo, vplivajo drug na drugega in je zato težko določiti kaj je v specifični situaciji vzrok in kaj posledica.

## Primarna in sekundarna preventiva
Da ima zaposleni težave z alkoholom je najpogosteje razvidno iz negativnega vpliva, ki ga ima njegov vzorec pitja na izvajanje dela in posledično vodi v zmanjšanje produktivnosti, slabšo kvaliteto dela, pogostejšo odsotnost in medosebne konflikte na delovnem mestu. Na težave lahko sklepamo tudi na podlagi posameznikovih lastnih opažanj, da mu alkohol škodi in sprejete odločitve, da poišče pomoč na delovnem mestu ali pa tovrstne spremembe prepozna sodelavec, in se na podlagi njegove domneve priskrbi pomoč delavcu. Smernice v sklopih preventivnih programov za preprečevanje in zmanjševanje težav z alkoholom ter ukrepanje v primerih, ko se te pojavijo na delovnem mestu, kažejo spodbudne rezultate. 
Delodajalec lahko svojo moč in vpliv, ki ga ima na zaposlene, uporabi v ta namen, da prepozna in nudi pomoč posameznikom, ki imajo težave z odvisnostjo od alkohola. V takšnih primerih se uporabljajo programi psihološka podpora zaposlenim - PPZ (oziroma EAP- employee assistance program), izobraževalni programi, ki delujejo v smeri zmanjšanja težav z alkoholom, programi promoviranja zdravja idr. Ker je velika večina odraslih zaposlenih, predstavlja delovno mesto idealno okolje za doseganje širokega kroga populacije. Veliko časa preživetega v delovnem okolju, namreč poveča možnost, da so zaposleni izpostavljeni preventivnim programom, ki so izvedeni na pobudo delodajalca. Programi, ki jih ponudi delodajalec lahko vključujejo primarno in sekundarno preventivno dejavnost. 
Cilj primarne preventive je preprečevanje nastanka problemov povezanih z alkoholom na delovnem mestu, sekundarna preventivna pa je usmerjena k zmanjševanju in blaženju že obstoječih problemov . V praksi se velikokrat zgodi, da se preventivni programi preveč usmerjajo le na sekundarno in zanemarjajo pomen primarne preventive, kljub temu, da je ta z vidika stroškov in porabe bolj ugodna. 
Izvajanje tako primarne kot sekundarne preventive je pomembno za uspešnost podjetja, delodajalec si vendar želi in pričakuje učinkovitost s strani svojih zaposlenih, delovno uspešnost in nemoteče delovanje tudi v odnosu do sodelavcev in drugih zaposlenih. 

### Programi izobraževanje na delovnem mestu
Temeljni način soočanja z alkoholizmom zaposlenega, ki vpliva na produktivnost in učinkovitost njegovega dela, je skozi programe izobraževanja o alkoholu, ki so izvedeni na delovnem mestu.  Veliko ljudi, morda v nasprotju s prevladujočim mnenjem, se namreč ne zaveda ali ne pozna svojih pivskih navad in z njimi povezanimi tveganji.  Takšne programe običajno povezujemo z PPZ programi, torej programi za promocijo zdravja, ali kombinacijo obeh. Cilj tovrstnih programov je spodbujanje vedenjskih sprememb in uvid posameznika v svoje težave, ter odločitev, da poišče pomoč v nudenih programih v delovnem okolju (npr. PPZ). Izobraževanje zaposlenih o alkoholu je torej koristna naložba z močnimi učinki, vendar pa je potrebno še dodajanje nekih pospeševalnih dejavnikov, ki bi poskrbeli za trajnost in stabilnost teh sprememb. Potrebne so torej dodatne raziskave, za ugotavljanje specifične vsebine, ki bi izboljšala učinkovitost in trajnost tovrstnih programov na pitje alkohola.
Eden izmed načinov reševanja težav z alkoholom na delovnem mestu, so tudi intervence, izvedene s pomočjo spleta. Prednosti izbire takšnega pristopa so stalen in enostaven dostop do intervenc in zasebna narava, ki omogoča posamezniku diskretnost glede lastnih težav. Pristop deluje tako, da k zmanjšanju pitja pripomore z nudenjem normativnih podatkov o posameznikovem vzorcu pitja in z njim povezanimi tveganji. Po tridesetdnevni uporabi spletnih intervenc, so posamezniki poročali o pomembno nižji ravni pitja alkohola v primerjavi s kontrolno skupino, z največjimi učinki dobljenimi v skupini posameznikov z visokim tveganjem alkoholizma ( poročanja tistih, ki so v zadnjih dveh tednih vsaj enkrat prekomerno zaužili alkoholne).

### Okoljski pristop
Okoljski pristop k reševanju problemov zasvojenosti z alkoholom na delovnem mestu se osredotoča na razlike med posameznikovimi individualnimi vplivi in vplivi dela na vedenje povezano s pitjem alkohola. Vključuje tudi kulturni model, sestavljen iz štirih medsebojno povezanih področjij raziskovanja in preventivnega delovanja, vezanih na zasvojenost z alkoholom ne delovnem mestu. Model združuje naslednje dejavnike: kvaliteto dela (stres, odtujenost, zadovoljstvo z delom), socialni nadzor (mobilnost, pravil, prepoznavnost), dostopnost do alkohola (fizična in socialna) in socialne oz. kulturne norma (prepričanja o alkoholu, tradicija, običaji). Pristop temelji ne predpostavki, da imajo elementi delovne kulture in okolja, ki so odvisni od konteksta, to moč, da posameznika postavijo v tvegan položaj za prekomerno pitje alkohola. S prepoznavanjem in razumevanjem značilnosti delovnega okolja, ki spodbujajo ali dovoljujejo razvoj in nadaljnje pojavljanje nezaželenega vedenja povezanega s pitjem alkohola, lahko delujemo v smeri spreminjanja tovrstnih vedenj in zmanjšamo pogostost problematičnega uživanja alkohola. Manjša socialna in fizična dostopnost alkohola in nedvoumna pravila v zvezi z njegovim zaužitjem, zmanjšajo nezaželene vzorce pitja alkohola do katerih pride tik pred pričetkom dela, na delovnem mestu ali med odmori.

### Spodbujanje zdravega načina življenja
Delodajalci lahko delujejo tudi preko izobraževanja zaposlenih o zdravem načinu življenja, v okviru katerega spodbudijo zaposlene k zmanjšanju stresnih dejavnosti in konstruktivnem spoprijemanju z njimi, izboljšanju prehrane, pogostejši rekreaciji in zmanjšanemu kajenju, pitju alkohola in uživanju psihoaktivnih substanc. Mogoče je sklepati, da lahko stališča, zaznave in navade zaposlenih glede zlorabe alkohola spreminjamo z izpostavljanjem treningom soočanja in premagovanja stresa, ne glede na to ali pri tem neposredno uporabimo gradivo namenjeno preprečevanju zlorabe alkohola.

### Pristop kratkih intervenc
Izvajanje kratkih intervenc običajno vključuje oceno posameznikovega vzorca pitja in s tem povezanih težav, ter povratne informacije o posledicah in tveganjih na zdravstvenem področju.
Za vse kratke intervence je značilnih naslednjih šest elementov : povratna informacija o povečanih tveganjih, poudarjanje prevzemanje osebne odgovornosti za spreminjanje vedenja, dajanje nasvetov za spremembe v primernih trenutkih, nudenje večjega števila možnosti sprememb, izkazovanje sočutja in oblikovanje občutkov samoučinkovitosti povezanih z uspešnim doseganjem sprememb (Roman in Blum). Poleg navedenega lahko kratke intervence vključujejo tudi izboraževalni program o alkoholu in tehnike za spodbujanje motivacije za spreminjanje vedenja. Primer takšnega pristopa k spoprijemanju z alkoholom na delovnem mestu je tudi Ameriški program SBIRT (Screening, Brief Intervention, and Referral to Treatment), ki vključuje celosten pristop zgodnjih intervenc in obravnave oseb, za katere je značilna  zloraba alokohola (ali drugih psihoaktivnih snovi) ali pa je pri njih povečano tveganje za nastanek tovrstnih težav. Program vključuje presejalne preizkuse za ocenjevanje resnosti težav povezanih z zlorabo alkohola in na podlagi tega ustrezno izbran nivo zdravljenja, kratke intervence, ki se osredotočajo na ozaveščanje glede posledic zlorabe alkohola in spodbujanje motivacije za spremembe v vedenjskih vzorcih, zadnji sklop pa zajema napotitev v nadaljnjo obravnavo za posameznike, ki potrebujejo bolj obsežno obravnavo.

## Alkoholizem v Sloveniji
Alkohol predstavlja v Sloveniji še vedno enega ključnih javno zdravstvenih problemov, saj po škodi, ki nastane zaradi rabe alkohola odstopamo od povprečja Evropske unije in se tudi po porabi uvrščamo med vodilne države v Evropskem prostoru. Visoka raven porabe posledično vpliva tudi na zdravstveno stanje oseb, ki uživajo prekomerne količine alkohola. Na področju dela ima škodljiva raba alkohola ali alkoholna odvisnost še posebno negativne posledice, ki se kažejo v obliki materialne škode in ogrožene varnosti ter zdravja delavcev in drugih udeležencev delovnega procesa. Natančnih podatkov o razširjenosti prekomernega pitja alkohola v Sloveniji in njegovih posledicah sicer ni, vendar naj bi bilo po grobih ocenah približno 10 % moških odvisnih od alkohola, 15 % problematičnih pivcev, 10-15 % abstinentov, medtem ko naj bi ženske v povprečju popijle bistveno manj alkohola.  Odvisnost ni vezana na družbeni položaj ali izobrazbo zaposlenih, vendar je najpogostejša na področju gradbeništva in pri poklicih, ki so vezani na pripravo hrane in pijače, sledijo pa avtomehaniki, vozniki tovornjakov in delavci v tovarni. Najmanj naj bi bila odvisnosti od alkohola prisotna med policisti, učitelji, vzgojitelji in zaposlenimi v administraciji.

### Normativna ureditev prepovedi pitja alkohola na delovnem mestu
Osnovni zakon, ki v slovenskem prostoru posega na področje prisotnosti z alkoholom povezanimi težavami na delovnem mestu in obravnava alkohol kot dejavnik tveganja, je Zakon o varnosti in zdravju pri delu. V njem so podrobneje določene obveznosti in odgovornosti delodajalca v povezavi z zagotavljanjem varnosti in zdravja pri delu, zakon ureja tudi obveznosti delavca in delodajalcu prepušča odgovornost za postopek ugotavljanja stanja delavca oziroma prisotnosti alkohola, drog ali drugih psihoaktivnih substanc. Delodajalec mora izvajati ukrepe, potrebne za zagotovitev varnosti in zdravja delavcev, vključno s preprečevanjem nevarnosti pri delu, obveščanjem in usposabljanjem delavcev, ustrezno organiziranostjo ter potrebnimi materialnimi sredstvi. Zakon torej določa, da delavec ne sme delati pod vplivom alkohola, za ugotavljanje njegovega stanja v zvezi s tem pa je zadolžen delodajalec. To stori z oblikovanjem postopkov za ugotavljanje alkoholiziranosti, ki jih sprejme v okviru internega akta. V njem opredeli primere in pogoje po katerimi bo izvedeno preverjanje ali je delavec pod vplivom alkohola, prepovedanih drog in psihoaktivnih zdravil. Delavec mora biti s sprejetimi pravili reda vnaprej seznanjem, vedeti mora kakšne so posledice, ki bodo doletele kršilce sprejetega internega akta, kakšne so pravice za zagovor in obrambo, kakšni so postopki v primeru z alkoholom in drugimi psihoaktivnimi snovmi povezanimi delovnimi nezgodami, kdaj in v kakšnih primerih ga bo delodajalec poslal na preventivni zdravstveni pregled in kakšen bo obseg opravljenih preiskav (testiranje na psihoaktivne snovi, pregled na kazalce škodljive rabe alkohola).
Delodajalcu je po določilih Zakon o omejevanju porabe alkohola prepovedana prodaja ali ponudba alkoholnih pijač med delovnim časom, na delovnem mestu. V kolikor alkoholiziranosti zaposlenega ni mogoče ugotoviti z uporabo tehničnih pripomočkov, jo je mogoče dokazati tudi s pomočjo uporabe prič, opisovanjem obnašanja povezanega z uživanjem alkohola, zadaha po alkoholu, agresivnem vedenju in drugih značilnosti zaposlenega, ki kažejo na to, da je pod vplivom alkohola. Preizkuse prisotnosti alkohola, drog ali drugih psihoaktivnih snovi mora izvajati oseba, ki je za to ustrezno usposobljena (v skladu z navodili proizvajalca naprave za ugotavljanje prisotnosti substance) in pooblaščena s strani delodajalca. Dodatni predpisi in natančnejša opredelitev pooblaščenca v zakonu ni podana, morajo pa biti uporabljene naprave, ocenjene kot primerne za opravljanje preizkusov s strani pristojnega referenčnega laboratorija oziroma Inštituta za sodno medicino v Ljubljani.
Ker so delavci prepuščeni delodajalčevemu bolj ali manj zakonitemu urejanju in izvajanju ukrepov na področju ugotavljanja opitosti na delovnem mestu, to žal poveča tudi možnost očitkov diskriminacije in mobinga, ter tudi dvom v strokovnost in zakonitost samih postopkov ugotavljanja alkoholiziranosti.